# Lista personalităților înmormântate în Cimitirul Hajongard din Cluj
Această listă cuprinde numele personalităților înmormântate în Cimitirul Hajongard din Cluj-Napoca.

## A
- Ferenc Ács (1876-1949), pictor
- Ion Agârbiceanu (1882-1963), protopop onorar greco-catolic al Clujului, scriitor, publicist, director revista clujeană Tribuna
- Theodor Angheluță (1882-1964), matematician și profesor universitar român, membru de onoare al Academiei Române
- János Apáczai Csere (1625-1659), pedagog

## B
- György Bánffy (1746-1822), guvernator al Transilvaniei
- Miklós Bánffy (1873-1950), politician, ministru de externe al Ungariei
- Gergely Bethlen (1810-1867), revoluționar, general
- Vencel Bíró (1885-1962), istoric, cu lucrări de seamă privind istoria Clujului
- Vasile Bogrea (1881-1926), filolog, profesor universitar
- Romul Boilă (1881-1946, profesor universitar de drept constituțional
- Lucian Valeriu Bologa (1892-1971), medic, istoric, profesor universitar
- József Brandt (1839-1912), chirurg, profesor universitar
- Sámuel Brassai (1797-1897), enciclopedist
- Nicolae Bretan (1887-1968), compozitor, bariton și regizor de operă, director al Operei Române din Cluj
- Irma Brósz (1911-1976), pictoriță
- Ladislau V. Buteanu (1826-1867), revoluționar pașoptist
- Laurențiu Buda (1931-1992), pictor
- Augustin Bena (1890-1962), compozitor, dirijor, rectorul conservatorului Gh. Dima

## C
- Aurel Ciupe (1900-1988), pictor, împreună cu soția sa Maria Sarolta Ciupe (1909-2001)
- Alexandra Ciura (1878-1936), scriitoare, istoric literar, traducător din limba maghiară
- Velluda Constantin (1893-1978), anatomist, profesor
- Doina Cornea (1929-2018), publicistă, disidentă anticomunistă

## D
- Constantin Daicoviciu (1898-1973), academician, istoric si arheolog
- Hadrian Daicoviciu (1932-1994), profesor universitar, istoric și arheolog
- Pavel Dan (1907-1937), scriitor
- Leon Daniello (1898-1970), medic, profesor universitar de pneumoftiziologie
- Antonina De Gerando (1845-1914), educatoare, prima directoare a Școlii de Fete din Cluj
- Gheorghe Dima (1847-1925), compozitor, cel dintâi director al Conservatorului din Cluj
- Nicolae Drăganu (1884-1939), lingvist, istoric literar, profesor universitar

## E
- József Engel (1807-1870), medic, lingvist, membru al Academiei de Științe din Ungaria
- Nicolae Edroiu (1939-2018), istoric, profesor universitar, membru al Academiei Române, director al Institutului de Istorie din Cluj-Napoca

## F
- János Fazakas (1910-1979), ortoped, profesor universitar
- Lajos Felméri (1840-1894), pedagog, profesor universitar
- Henrik Finály (1825–1898), filolog clasic, rector al Universității Franz Joseph din Cluj
- Octavian Fodor (1913-1976), medic internist, academician (Spitalul Clinic de Urgență din Cluj îi poartă numele) (aflat în Mormântul familiei Hațieganu)
- Mormântul Franciscanilor
- Katalin Fugulyán (1888-1969), una dintre primele femei medic oftalmolog din Transilvania, profesor universitar
- Virgil Fulicea (1907-1979), sculptor, profesor universitar

## G
- Gábor Gaál (1891-1954), scriitor, redactor al revistei Korunk
- Ioannes Fabritius de Gladis (1676-1750), colonel, donator al terenului pentru cimitirul luteran
- Mihály Gócz (1945-1973), actor
- Ion Goia (1892-1982), medic internist, profesor universitar
- Mór Gratz (1844-1907), pastor evanghelic

## H
- József Hadházy (1837-1913), pastor unitarian
- Sándor Hadházy (1894-1975), latinist
- Lya Hubic (1911-2006), soprană
- Octavian Fodor (1913-1976), medic, profesor universitar
- Teodor Harșia (1914-1987), pictor

### Mormântul monumental Haller
- Károly Haller (1836-1911), jurist, profesor universitar, primar al Clujului

### Mormântul Hațieganu
- Iuliu Hațieganu (1885-1959), medic internist, profesor universitar, rector al Universității clujene "Regele Ferdinand I" (1930–1931, 1941–1944), membru al Academiei Române; (Universitatea de Medicină și Farmacie din Cluj îi poartă numele)
- Emil Hațieganu (1878-1959), jurist, membru de onoare al Academiei Române (1945), rector al Universității clujene "Regele Ferdinand I" (1927–1929)
- Octavian Fodor (1913-1976), medic internist, academician

## I
- Lajos Imre (1888-1974), pedagog, redactor
- Géza Imrédy (1909-1987), actor

### Mormântul familiei Isac
- Aurel Isac (1845-1932), avocat
- Emil Isac  (fiul avocatului Aurel Isac) (1881-1954), scriitor, poet, membru corespondent al Academiei Române (1948)

## J
- Jenő Janovics (1872-1945), actor, scenarist, cineast, regizor și director de teatru maghiar, pionier al cinematografiei, mentor al regizorilor Alexander Korda și Michael Curtiz, fondatorul studioului de film "Transsylvania" din Cluj
- Miklós Jósika, baron de Branyicska, (1822-1893), scriitor
- Béla Józsa (1898-1943), publicist, redactor, poet
- István Juhász (1915-1984), istoric, profesor teolog

## K
- August Kanitz (1843-1896), biolog, membru al Academiei Ungare de Științe, membru de onoare al Academiei Române
- Lajos Kántor (1890-1966), filolog și istoric literar
- Károly Kós (1883-1977), arhitect, etnograf, profesor universitar, om politic, creatorul curentului transilvanist
- Ferenc Kósa-Huba (1910-1984), sculptor
- László Kőváry (1819-1907), istoric, membru al Academiei Ungare de Științe
- Margit Krémer, Manci (1907-1990), actriță, soția lui Ádám Teleki (1900-1972)
- Ignác Kuncz (1841-1903), jurist, profesor universitar, membru al Academiei Ungare de Științe
- Géza Kuun (1838-1905), lingvist orientalist, istoric, membru al Academiei Ungare de Științe

## L
- Mihály Lőrinczi (1911-1991), teolog unitarian, profesor, scriitor

## M
- Adrian Marino (1921-2005), scriitor, critic literar
- Mihail Macrea (1908-1967), istoric, profesor universitar
- Ștefan Meteș (1886-1977), preot ortodox, istoric, membru corespondent al Academiei Române
- Imre Mikó (1805-1876), politician liberal, om de cultură
- Theodor Mihali (1857-1934), primar al Clujului (1926, 1927-1931), militant român, președinte interimar al Partidului Național Român (1919), directorul ASTRA Dej și al Băncii Someșana
- Iuliu Moldovan (1882-1966), medic epidemiolog, profesor universitar, membru corespondent al Academiei Române (1920), președinte al ASTRA (1932-1947)
- Camil Bujor Mureșanu (1927-2015), profesor universitar, istoric, academician, președintele filialei din Cluj a Academiei Române, director al Institutului de Istorie "George Barițiu" din Cluj

## N
- Ferenc Nagy (1890-1953), preot reformat, episcop vicar în Transilvania de Sud în perioada 1940-1945
- Kálmán Nagy (1939-1971), lingvist, traducător al Kalevalei
- Károly Nagy (1934-1999), jurnalist
- Aurel Nana (1907-1989), chirurg
- Teodor Naum (1891-1980), filolog clasicist, traducător
- Camil Negrea (1882-1956), jurist, profesor universitar
- Dimitrie Negru (1883-1955), medic, profesor universitar, întemeietorul Școlii de Radiologie din România

## O
- Lajos Orbán (1924-1998), jurnalist, traducător
- Kelemen Óvári (1944-1925), jurist, profesor universitr, membru al Academiei de Științe a Ungariei

## P
- John Paget (1808-1892)), medic de origine engleză, publicist, soțul Polixenei Wesselényi, memorialistă, revoluționară pașoptistă
- Rudolf Palocsay (1900-1978), botanist
- Marian Papahagi (1948-1999),  profesor universitar, critic literar, eseist și traducător român, director la Accademia di Romania din Roma
- Victor Papilian (1888-1956), medic, profesor universitar, scriitor, om de cultură
- Stefan Pascu (1914-1998), istoric, profesor universitar, academician, rector al Universității Babeș-Bolyai din Cluj (1968-1976)
- Jakob Pazeller (1869-1957), compozitor
- Ioana Em. Petrescu (1941-1990), critic și istoric literar, eminescolog, profesor universitar
- Liviu Petrescu (1941-1999), critic, istoric literar, eseist, profesor universitar
- Dariu Pop (1887-1965), scriitor, compozitor
- Emil Pop (1897-1974), botanist, profesor universitar, membru titular al Academiei Române (1955)
- Dumitru Popovici (1902-1952), istoric literar, profesor universitar
- Dimitrie Popovici-Bayreuth (1859-1927), artist liric, solist la Opera Națională Română din Cluj
- Eugen Pora (1909-1981), biolog, profesor universitar, academician
- Tiberiu Popoviciu (1906-1975), matematician, profesor universitar, academician
- Iuliu Prodan (1875-1959), botanist român, profesor universitar, membru de onoare al Academiei de Științe din România și membru corespondent al Academiei Române
- Zsigmond Purjesz (1846-1918), medic, profesor de medicină

## R
- Alexandru Racolța (1926-1978), actor liric (tenor)
- Emil Racoviță (1868-1947), bio-speolog, explorator, profesor universitar
- Vasile Gh. Radu (1903-1982), profesor universitar bio-speologie, membru corespondent al Academiei Române, director onorific al Institutului de Speologie din Cluj-Napoca (1947-1952)
- Raluca Ripan (1892-1972) –  profesor universitar chimie, academician, rector al Universității "Victor Babeș" din Cluj (1952-1956), întemeietor al Institutului de Chimie din Cluj (1951)

## S
- József Sándor (1853-1945), scriitor, primul traducător al operei lui Mihai Eminescu
- József Sebestyén (1878-1964), heraldist, grafician
- Paul Sima (1932-1991), pictor
- Ștefan Somodi (1885-1963), patinator, campion olimpic
- Dominic Stanca (1892-1979), medic ginecolog, profesor universitar
- Radu Stanca (1920-1962), poet, dramaturg, regizor
- Géza Szvacsina (1849-1917), primar

## Ș

### Mormântul familiei Șerban
- Alexandru Șerban (1922-2004), inginer constructor și inginer agronom, primar al municipiului Cluj-Napoca în 1990, fiul lui Mihai Șerban

## T
- András Tamás (1784-1849), martir al revoluției maghiare de la 1848
- János Treiber (1913-1975), geolog-vulcanolog

## U
- Constantin Ujeicu (1890-1963), artist liric
- Nicolae Ursu (1905-1969), folclorist, compozitor

## V
- Ioannes Vaida (1632)
- Augustin Vancea (1892-1973), geolog român, membru corespondent al Academiei Române (1963)
- Teofil T. Vescan (1913-1963), fizician
- Alexandru Vlad (1950-2015), scriitor, traducător
- Stefan Virgil Voda (1949-2012), conferențiar universitar, antrenor emerit judo
- Lucia Vonica (1930-2004), soprană, prim-solistă la Opera Maghiară din Cluj
- Mircea Vremir (1932-1991), pictor

## W
- Gyula Walter (1892-1965), poet, redactor
- Cripta familiei Wass

## X

### Familia Xantus
- János Xantus (1888-1962)
- János Xantus (1917-1982)

## Z
- Aurel Zegreanu (1905-1979), președinte Tribunalului Cluj, procuror șef al județului Arad, primar al orașului Dej (1937-1938) și președinte al Comitetului interimar al județului Someș. Membru al Asociației Scriitorilor din Ardeal
- Octavian Zegreanu (1938-2004), biolog, toxicolog, poet, scriitor
- Doina Zegreanu (1941-2011), profesor geografie, director școală
- Erzsébet Zilahi (?-1954)
- József Zilahi (1915-1998)